# Молодёжное первенство России по футболу среди женщин
Первенство России по футболу среди юниорок до 21 года (Молодёжная лига) — турнир, разыгрываемый молодёжными женскими командами клубов Суперлиги и молодёжными женскими командами Первой лиги.

## История и формат
Турнир был создан в мае 2021 года. В нём приняли участие молодёжные команды 8-ми клубов Суперлиги 2021, в предыдущем сезоне участвовавшие в Первой лиге 2020 (дебютантам Суперлиги «Ростову» и «Рубину» было разрешено не заявлять молодёжные команды в данное первенство). Команды играли в два круга каждый с каждым дома и в гостях. Первым чемпионом Молодёжной лиги стал московский ЦСКА.
В сезоне 2022 в розыгрыш были добавлены молодёжные команды клубов Суперлиги 2022 «Ростова» и «Рубина», а также молодёжные команды «Крылья Советов», «Динамо» и молодёжная команда клуба Первой лиги 2022 «Химки-УОР №5», таким образом, в сезоне принимало участие 13 команд, которые также играли в два круга каждый с каждым дома и в гостях. Чемпионом молодёжной лиги 2022 стал московский «Локомотив».
В сезоне 2023 в розыгрыше, помимо молодёжных команд 12-ти клубов Суперлиги 2023, участвовали молодёжные команды клубов Первой лиги 2023 «УОР №5 – Мастер-Сатурн» (бывш. «Химки-УОР №5»),  «Новосибирск», «Строгино», а также молодёжная команда «Урал». Формат соревнований также усложнился — чемпионат проводился в два этапа: на Предварительном этапе 16 команд были разделены на две группы, матчи в группах игрались в два круга каждый с каждым дома и в гостях. Команды, занявшие 1-4 места в группах выходили в Заключительный этап в группу за 1-8 места (причём результаты против команд, вышедших из той же группы, сохранялись и каждая команда встречалась на Заключительном этапе только с командами, которые были в другой группе на Предварительном этапе). Та же схема была применена для команд, занявшие 5-8 места в своих группах на Предварительном этапе. Чемпионом Молодёжной лиги 2023 вновь стал московский ЦСКА.
В сезоне 2024 в розыгрыше, помимо молодёжных команд 13-ти клубов Суперлиги 2024, участвовали молодёжные команды клубов Первой лиги 2024 «Мастер-Сатурн» (бывш. «УОР №5 – Мастер-Сатурн»),  Академия ФК «Урал», «Строгино», «Балтика», «Оренбург», «Сочи» и «Факел». Концепция двухэтапного розыгрыша не изменилась - только на Предварительном этапе команды были разделены не на 2 группы, а на 5 групп по 4 команды. Команды, занявшие 1-2 места в группах выходили в Заключительный этап в группу за 1-10 места, команды, занявшие 3-4 места выходили в Заключительный этап в группу за 11-20 места. Чемпионом молодёжной лиги 2024 во второй раз стал московский «Локомотив».
С сезона 2025 Женская молодёжная лига входит в структуру ЮФЛ, где уже проводились соревнования ЮФЛ-девочки до 14 лет, ЮФЛ-девушки до 16 лет и ЮФЛ-девушки до 18 лет. В сезоне 2025 Молодёжная лига была разбита на два параллельных дивизиона. В Молодежной лиге I 11 коллективов. Это 11 лучших команд по итогам Молодёжной лиги 2024: «Локомотив», «Краснодар», «Зенит», ЦСКА, «Спартак», «Рубин», «Крылья Советов», «Мастер-Сатурн», «Ростов», «Динамо» и «Чертаново». Молодежная лига II была представлена 12 командами: девять клубов, которые заняли места с 12-го по 20-е в Молодежной лиге прошлого сезона — «Строгино», Академия «Звезда-2005», «Рязань-ВДВ», «Енисей», «Сочи», Академия ФК «Урал», «Оренбург», «Балтика» и ФА «Факел». В числе новичков турнира — астраханский «Волгарь» и «Пари Нижний Новгород» (в прошлом сезоне участвовавшие в ЮФЛ-девушки до 18 лет), а также тольяттинская «Акрон-Академия Коноплева». Все команды провели матчи в два круга по схеме «каждый с каждым». Оба дивизиона имели два отдельных регламента и проводились раздельно, их победители и участники не встречались между собой.

## Призёры первенств и лучшие бомбардиры
| Сезон | Чемпион            | Чемпион            | 2-е место               | 2-е место               | 3-е место               | 3-е место               | Лучший бомбардир                                       | Лучший бомбардир                                       |
| Сезон | I дивизион         | II дивизион        | I дивизион              | II дивизион             | I дивизион              | II дивизион             | I дивизион                                             | II дивизион                                            |
| ----- | ------------------ | ------------------ | ----------------------- | ----------------------- | ----------------------- | ----------------------- | ------------------------------------------------------ | ------------------------------------------------------ |
| 2021  | ЦСКА (Москва)      | ЦСКА (Москва)      | Рязань-ВДВ (Рязань)     | Рязань-ВДВ (Рязань)     | Краснодар               | Краснодар               | Любовь Овсяникова и Елена Шестернёва (Зенит), 11 голов | Любовь Овсяникова и Елена Шестернёва (Зенит), 11 голов |
| 2022  | Локомотив (Москва) | Локомотив (Москва) | Динамо (Москва)         | Динамо (Москва)         | Крылья Советов (Самара) | Крылья Советов (Самара) | Карина Самойленко (Краснодар), 19 голов                | Карина Самойленко (Краснодар), 19 голов                |
| 2023  | ЦСКА (Москва)      | ЦСКА (Москва)      | Зенит (Санкт-Петербург) | Зенит (Санкт-Петербург) | Краснодар               | Краснодар               | Ксения Каурова (Локомотив), 21 гол                     | Ксения Каурова (Локомотив), 21 гол                     |
| 2024  | Локомотив (Москва) | Локомотив (Москва) | Краснодар               | Краснодар               | Зенит (Санкт-Петербург) | Зенит (Санкт-Петербург) | Дарья Сорокина (Зенит), 22 гола                        | Дарья Сорокина (Зенит), 22 гола                        |

## Достижения клубов
| Клуб                    | Чемпион        | Чемпион        | Серебряный призёр | Серебряный призёр | Бронзовый призёр | Бронзовый призёр |
| Клуб                    | I дивизион     | II дивизион    | I дивизион        | II дивизион       | I дивизион       | II дивизион      |
| ----------------------- | -------------- | -------------- | ----------------- | ----------------- | ---------------- | ---------------- |
| ЦСКА (Москва)           | 2 (2021, 2023) | 2 (2021, 2023) | —                 | —                 | —                | —                |
| Локомотив (Москва)      | 2 (2022, 2024) | 2 (2022, 2024) | —                 | —                 | —                | —                |
| Рязань-ВДВ (Рязань)     | —              | —              | 1 (2021)          | 1 (2021)          | —                | —                |
| Динамо (Москва)         | —              | —              | 1 (2022)          | 1 (2022)          | —                | —                |
| Краснодар               | —              | —              | 1 (2024)          | 1 (2024)          | 2 (2021, 2023)   | 2 (2021, 2023)   |
| Зенит (Санкт-Петербург) | —              | —              | 1 (2023)          | 1 (2023)          | 1 (2024)         | 1 (2024)         |
| Крылья Советов (Самара) | —              | —              | —                 | —                 | 1 (2022)         | 1 (2022)         |

## Лучшие бомбардиры в истории молодёжного первенства
| Место                           | Игрок              | Голы | Период    | Клубы                   |
| ------------------------------- | ------------------ | ---- | --------- | ----------------------- |
| 01                              | Ксения Каурова     | 39   | 2021—2024 | Локомотив               |
| 02                              | Любовь Овсяникова  | 36   | 2021—2023 | Зенит                   |
| 03                              | Дарья Сорокина     | 34   | 2022—2024 | Химки-УОР №5, Зенит     |
| 04                              | Анастасия Самсонюк | 33   | 2021—2024 | Зенит, ЦСКА             |
| 05                              | Полина Павлова     | 29   | 2023—     | Локомотив               |
| 06                              | Мария Копцова      | 27   | 2023—2024 | Зенит, Чертаново        |
| 07—8                            | Глафира Жукова     | 26   | 2022—2023 | Химки-УОР №5, Локомотив |
| 07—8                            | София Стельмахова  | 26   | 2022—     | Локомотив               |
| 09—10                           | Карина Самойленко  | 25   | 2021—2024 | Краснодар               |
| 09—10                           | Анна Соловьева     | 25   | 2022—     | Локомотив               |
| По состоянию на 20 октября 2024 |                    |      |           |                         |